# بلايند روزفلت غريفز
بلايند روزفلت غريفز (بالإنجليزية: Blind Roosevelt Graves) هو عازف قيثارة وموسيقي أمريكي، ولد في 9 ديسمبر 1909 في ميريديان في الولايات المتحدة، وتوفي في 30 ديسمبر 1962 في غولفبورت في الولايات المتحدة.

## وصلات خارجية
- بلايند روزفلت غريفز على موقع ميوزك برينز (الإنجليزية)
- بلايند روزفلت غريفز على موقع أول ميوزيك (الإنجليزية)
- بلايند روزفلت غريفز على موقع ديسكوغز (الإنجليزية)